# Trachythorax incertus
Trachythorax incertus är en insektsart som beskrevs av Ludwig Redtenbacher 1908. Trachythorax incertus ingår i släktet Trachythorax och familjen Diapheromeridae. Inga underarter finns listade i Catalogue of Life.